# Nolùen Le Buhé
Nolùen Le Buhé, née en 1972 à Locoal-Mendon (Morbihan), est une chanteuse traditionnelle bretonne et figure connue de la chanson bretonne à danser (vannetaise, kan ha diskan) et à écouter (gwerz).
Issue d'une famille musicienne ancrée dans le pays vannetais, elle a « émigré » en Haute-Cornouaille, ce qui lui a permis de s'ouvrir à une « autre » culture bretonne. Nolùen Le Buhé se forme une oreille et un bagage musical qui lui permettent de devenir l'une des chanteuses phare de la tradition musicale en Bretagne.
Sa profonde connaissance des répertoires et sa maîtrise de plusieurs styles traditionnels très différents font d'elle un cas à part chez les jeunes chanteurs, à la fois référence, pédagogue et interprète très demandée. Elle féminise cet univers musical plutôt masculin, le fusionnant également à d’autres mondes musicaux.

## Biographie
Originaire du pays Vannetais (Lapaul, quartier de Locoal-Mendon), Nolùen Le Buhé est issue « d'un milieu où cette culture bretonne chantée, sonnée, parlée, vécue, est très importante ». En effet, son père Alain Le Buhé est fondateur de deux bagads, ses deux frères sont sonneurs et chantent aussi, sa mère est danseuse et fondatrice d'un cercle celtique, deux grands-tantes chanteuses reconnues (Léonie Coriton et Valentine Magadur). Les arrière-grands-mères, elles, ont un répertoire de chants très développé. Déjà toute jeune, elle participe aux chœurs de la Symphonie celtique : Tír na nÓg d'Alan Stivell en 1980 à Lorient.
Sa vocation de chanteuse arrive tout naturellement, alors qu'elle est âgée de seize ans. Comme pour beaucoup de chanteurs de sa génération, c'est le Kan ar Bobl qui va déclencher sa carrière ; remplaçant son frère aux éliminatoires de Landévant en 1989, elle y interprète Mab ar miliner, une mélodie apprise auprès du sonneur et facteur de bombardes Georges Bothua. Son interprétation est jugée bonne puisqu'elle est sélectionnée pour la finale de Lorient. Elle surprend les spectateurs, découvrant une jeune fille chanter dans un style dont presque seuls les anciens étaient jusque-là les représentants, et l'émotion suscitée lui sert déclencheur. Ayant découvert sa voix et le pouvoir qui en découle, elle démarre une phase d'apprentissage : elle se tourne vers les chanteurs de sa famille, fréquente les répétitions du chœur masculin Kanerien Pleuigner, fouille les archives de Dastum et rend visite au collecteur-chanteur Loeïz Le Bras, compère de son père à la bombarde, qui « donne son répertoire avec beaucoup de confiance » dit-elle. En 1990, elle se présente à nouveau au Kan ar Bobl et remporte le premier prix « mélodie traditionnelle ».

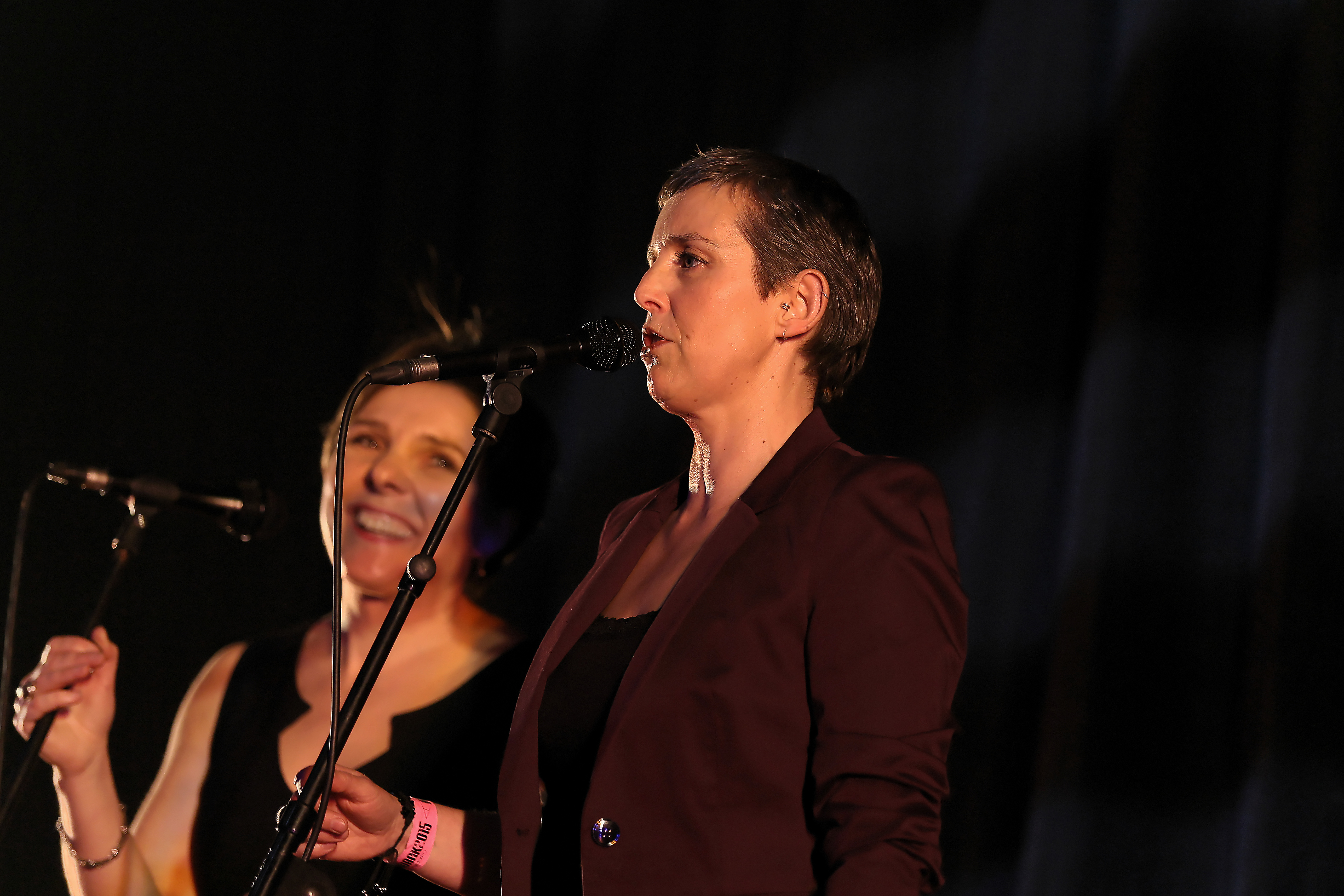
Annie Ebrel et Nolùen Le Buhé en 2015.

Puis, elle s'intéresse au chant à danser, en formant un duo de chant vannetais avec Sophie Le Hunsec. Un attrait qui se confirme lorsqu'elle découvre un duo de chanteurs de Haute-Cornouaille animer un fest-noz à Baud : « J'ai entendu Yann-Fañch Kemener chanter avec Marcel Guilloux. Je n'avais jamais entendu chanter en kan-ha-diskan], étant donné que je venais d'une culture de chant où ce sont plusieurs personnes qui répondent au chanteur. Voir ce que pouvait susciter seulement deux personnes en termes d'énergie, de variations rythmiques et mélodiques, ça m'a sciée ! ». Et elle rajoute : « À l'époque, j'ai commencé par chanter des mélodies. Mais là encore, à cet âge-là, on a envie que ça bouge et c'est la danse qui attire, car le « rendu » avec le public est plus palpable : on chante, les gens dansent ». En Centre-Bretagne, elle trouve rapidement des compères ou « commères » de choix pour l'accompagner : Manu Kerjean, Annie Ebrel, Marie-Laurence Fustec, Marcel Guilloux, Erik Marchand… Elle chante également avec beaucoup d'autres chanteurs à la notoriété plus locale tels que Catherine Duro, Edouard Harzic, Bastien Guern, Jean Hourman...
Son premier album solo sort en 1999. Intitulé Komz a Raer Din (« On me parle », hommage aux voix qui lui ont transmis la passion du chant), il est entièrement constitué de chants vannetais interprétés a cappella ; douze chansons populaires et emblématiques de son secteur comme Ar valan femelenn, Ar feniant, ou Ar miliner mat, avec le thème de l'amour le plus souvent décliné. Avec la direction artistique d'Erik Marchand, l'album est très remarqué dans le milieu musical (« Bravo Trad Mag », 5 Diapason) et culturel breton (Prizioù France 3 Bretagne du meilleur chanteur de l'année - émission Du-mañ, du-se, Prix Coop Breizh du meilleur disque breton de l'année 2000). Pour le spécialiste Patrick Malrieu, l'album est « un ensemble homogène, cohérent, avec un choix dans l'alternance des airs qui rend l'ensemble vivant ».
Fin 1999, elle intègre le groupe de fest-noz Tan Ba'n Ti, né en 1990. Avec cinq musiciens, elle exécute son répertoire de mélodies et danses sur fond d'arrangements jazz et musette. Le groupe se produit tant en concert qu'en fest-noz, jusqu'en 2006. Deux albums ont vu le jour : Tomm ruz en 1996 et Dilhad Sul en 2002. Elle chante également en duo avec l'accordéoniste Régis Huiban depuis 2002. Ils proposent « une promenade en chanson, du Pays Vannetais au Centre-Bretagne, dans l'intimité d'un duo » et font swinger les mélodies traditionnelles par du jazz musette. Depuis leur concert au festival Taol Kurun de Quimperlé en 2004, le duo propose le spectacle Koad Glaz. S'y greffent pour l'occasion Gaby Kerdoncuff à la trompette, Philippe Gloaguen à la guitare et Gildas Le Buhé (le frère de Nolùen) au saxophone.
Au début des années 2000, elle forme avec Marthe Vassallo le duo RN12 - RN165, racontant des histoires et des rivalités de leurs coins respectifs, les routes du Nord et du Sud, ou entre garçons et filles. Le 7 mars 2008, elle se produit au Théâtre de Cornouaille à Quimper pour une soirée consacrée aux gwerzioù, proposée par le traducteur André Markowicz, faisant suite à deux autres représentations par ses deux amies chanteuses. En 2008, Annie Ebrel, Nolùen Le Buhé et Marthe Vassallo décident de se réunir pour proposer un spectacle de chant a capella : « Elles promènent l'auditeur des rives du Trégor à celles du pays Vannetais, via les chemins creux du Centre-Bretagne; lui font remonter les siècles, d'hier matin au haut Moyen-Âge. Et l'emmènent aussi plus profondément, dans la chair des mélodies elles-mêmes, dans les détours des textes, dans les échos des versions, dans les formes où parler et chanter se confondent. ». Cela donne lieu au spectacle Gwerzioù, dont la première représentation a lieu au théâtre de Cornouaille le 24 novembre 2008, en formule élargie avec la présence de Louise Ebrel (fille d'une des sœurs Goadec) et la voix en version française d'André Markowicz. Le Trio enregistre ensuite un EP 6 titres à destination des professionnels et il se produit le 17 juillet 2009 au festival des Vieilles Charrues.

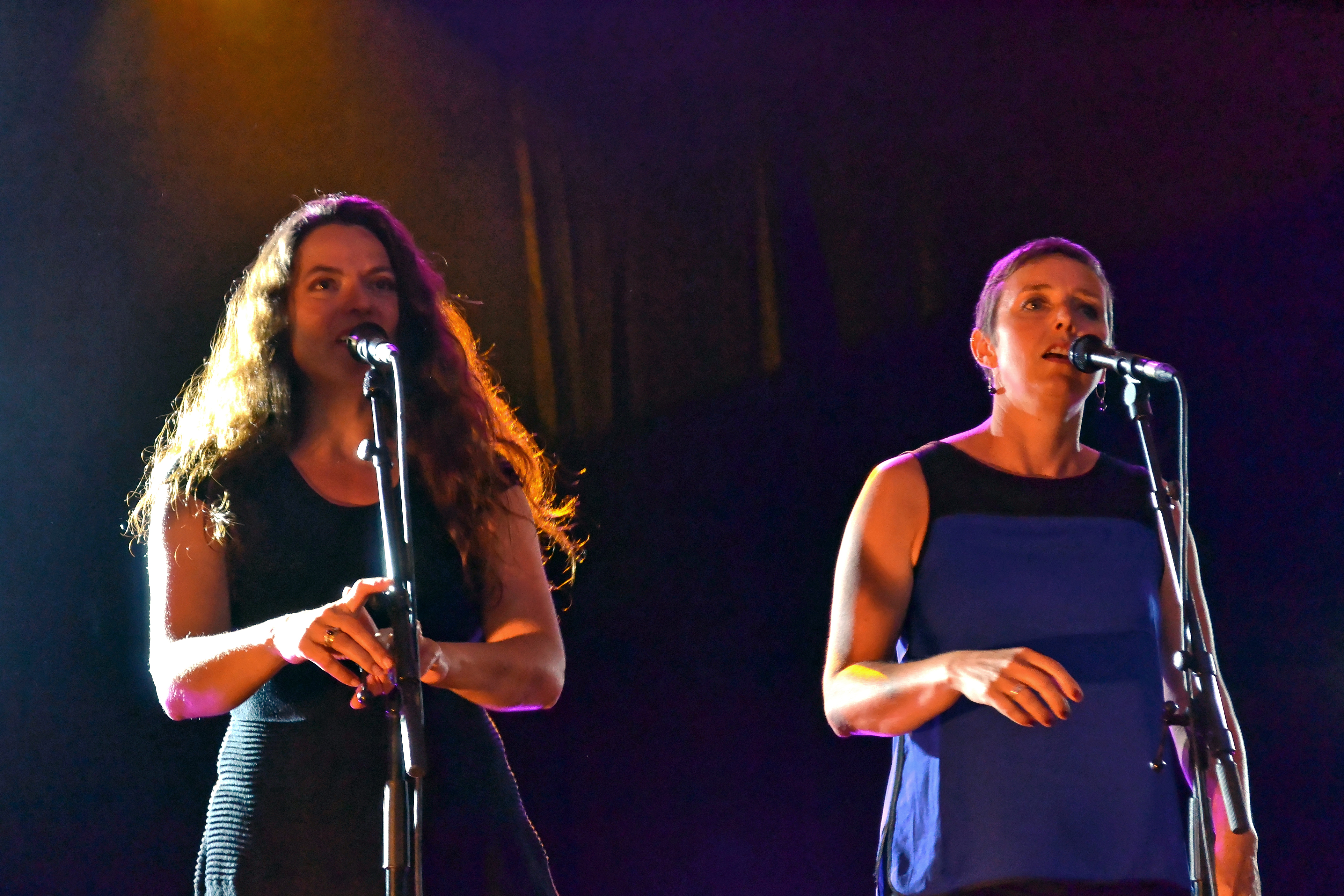
Marthe Vassallo et Nolùen Le Buhé en 2014

Les trois chanteuses enregistrent l'album Teir qui sort en 2012, salué par la critique musicale. En 2012, à la suite du constat que la scène de fest-noz reste essentiellement masculine malgré l'importance qu'ont eu les femmes dans la transmission, quelques musiciennes ont voulu mettre en lumière leur travail de valorisation du patrimoine musical et oral breton. Ainsi est né la formation « Tan De'i ! » avec Nolùen Le Buhé au chant, Yuna Léon au violon, Céline Le Forestier au biniou, Anne-Marie Nicol à la bombarde et Hélène Brunet au laùd. Depuis 2013, elle forme la création Dasson (« Résonance ») avec trois musiciens : Dominique Molard aux percussions, Bahia El Bacha au chant en ladino et au violoncelle, Yvon Molard aux percussions. En 2014, en duo avec Eric Menneteau, elle participe à la Nuit de la Bretagne qui a lieu à Paris-Bercy et au Zénith de Nantes.
Nolùen Le Buhé a chanté dans les nombreux festoù-noz et festivals traditionnels bretons (le Cornouaille, l'Interceltique de Lorient, la Saint-Loup) mais aussi dans des festivals très ouverts (les Transmusicales de Rennes et les Vieilles Charrues avec le groupe marseillais Dupain, invitée avec Marthe Vassallo, le festival Art Rock). Elle est passée par les grandes salles françaises (Paris-Bercy, Bataclan, Zénith de Paris, Zénith de Nantes…) mais aussi dans des espaces plus conviviaux (Théâtre de la ville de Paris, Opéra de Lyon, Quartz de Brest…). Elle compte plusieurs voyages en Europe et au-delà du continent : Pékin (avec Christian Rivoalen), Tokyo, Boston, Île de la Réunion.

## Discographie

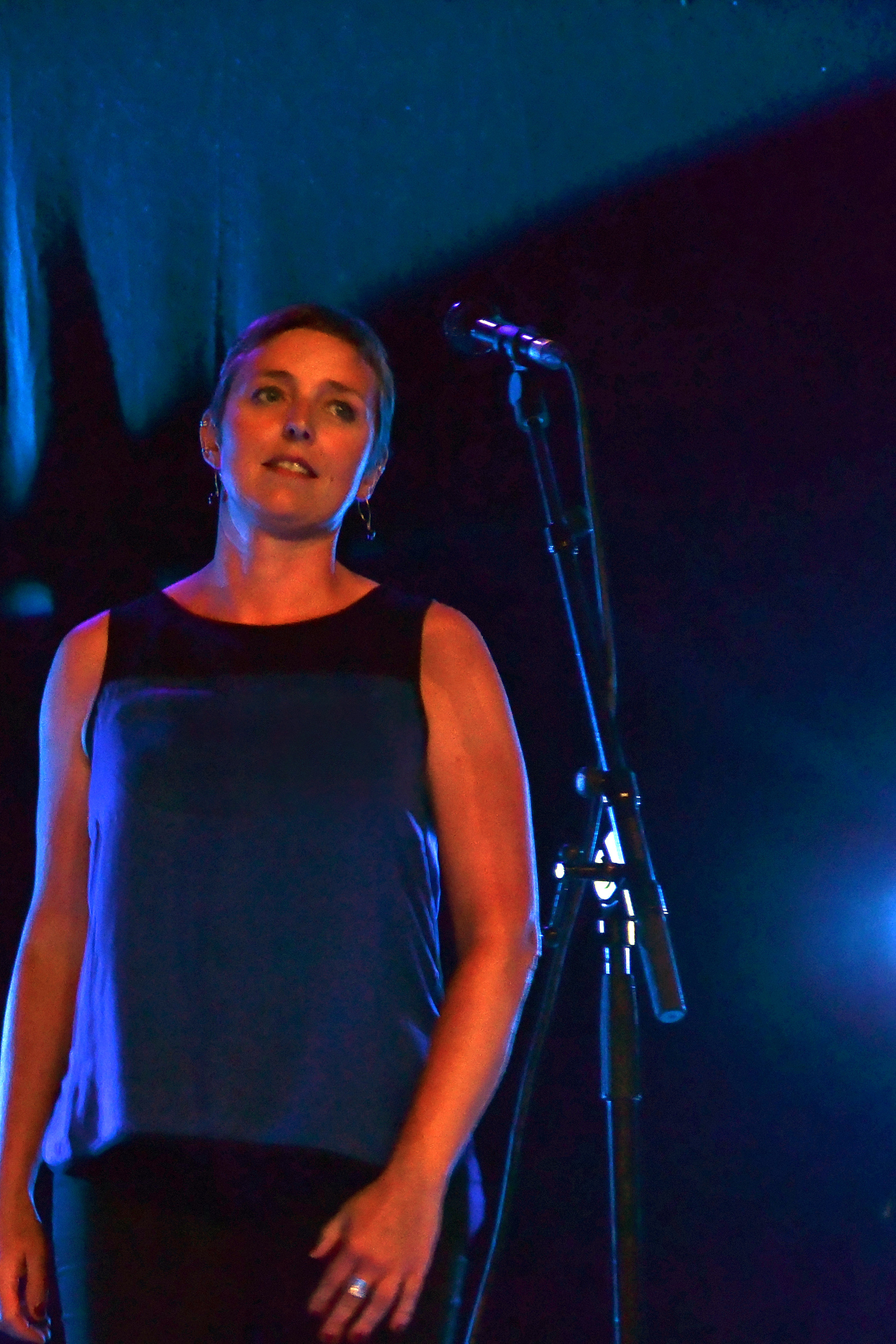
Nolùen Le Buhé avec Tan De'i au Festival de Cornouaille 2014.

### Albums personnels
- 1999 : Komz a raer din, Coop Breizh

### AvecAnnie Ebrel&Marthe Vassallo
- 2009 : Gwerzioù (avec André Markowicz), Keltia Musique (Théâtre de Cornouaille)
- 2012 : Teir, L'Oz Production

### Avec Tan Ba'n Ti
- 1996 : Tomm Ruz, Ar Vilin / L'autre distribution
- 2002 : Dilhad Sul, Ar Vilin Produkcion / L'autre distribution

### AvecLoened Fall
- 1998 : An deiziou 'zo berr, An Naer - Grand prix du disque Produit en Bretagne
- 2003 : Gouez, An Naer
- 2008 : Diwar logodenn 'vez ket razh, An Naer (CD/DVD)

### Autres collaborations
- 1990 : Roñsed-Mor (Bagad Roñsed-Mor)
- 1992 : 20 Ans (Dastum)
- 1993 : Gwerzioù et chants de haute voix (avec Mathieu Hamon et Patrick Marie), France 3 Ouest
- 1994 : Sag an Tan ell (Erik Marchand et le Taraf de Caransebes), Silex - Grand Prix de l'Académie Charles Cros
- 1996 : Tre ho ti ha ma hini (Annie Ebrel), Gwerz Pladenn
- 1997 : Fest Noz en Poher, Dastum Kreiz Breizh
- 1997 : Fest Noz Live, Keltia Musique (Suite Plinn)
- 1997 : Chansons dorées de Bretagne (à chanter et à danser) (avec André Le Meut et Erik Marchand), Adès / Le Petit Ménéstrel
- 2000 : Lais bretons : Aux origines de la poésie chantée médiévale (Gérard Lomenec'h et Agnès Brosset), Editions du Layeur
- 2000 : Er Roue Strevan (Roland Becker), L'autre distribution

### Films et documentaires
- Un nozvezh e Breizh (« Une nuit en Bretagne »), film réalisé par Sébastien Le Guillou, 2016, Poischiche Films coprod. France Télévisions, Tébéo, Tébésud, TVR35, 52 min.